# Хоры

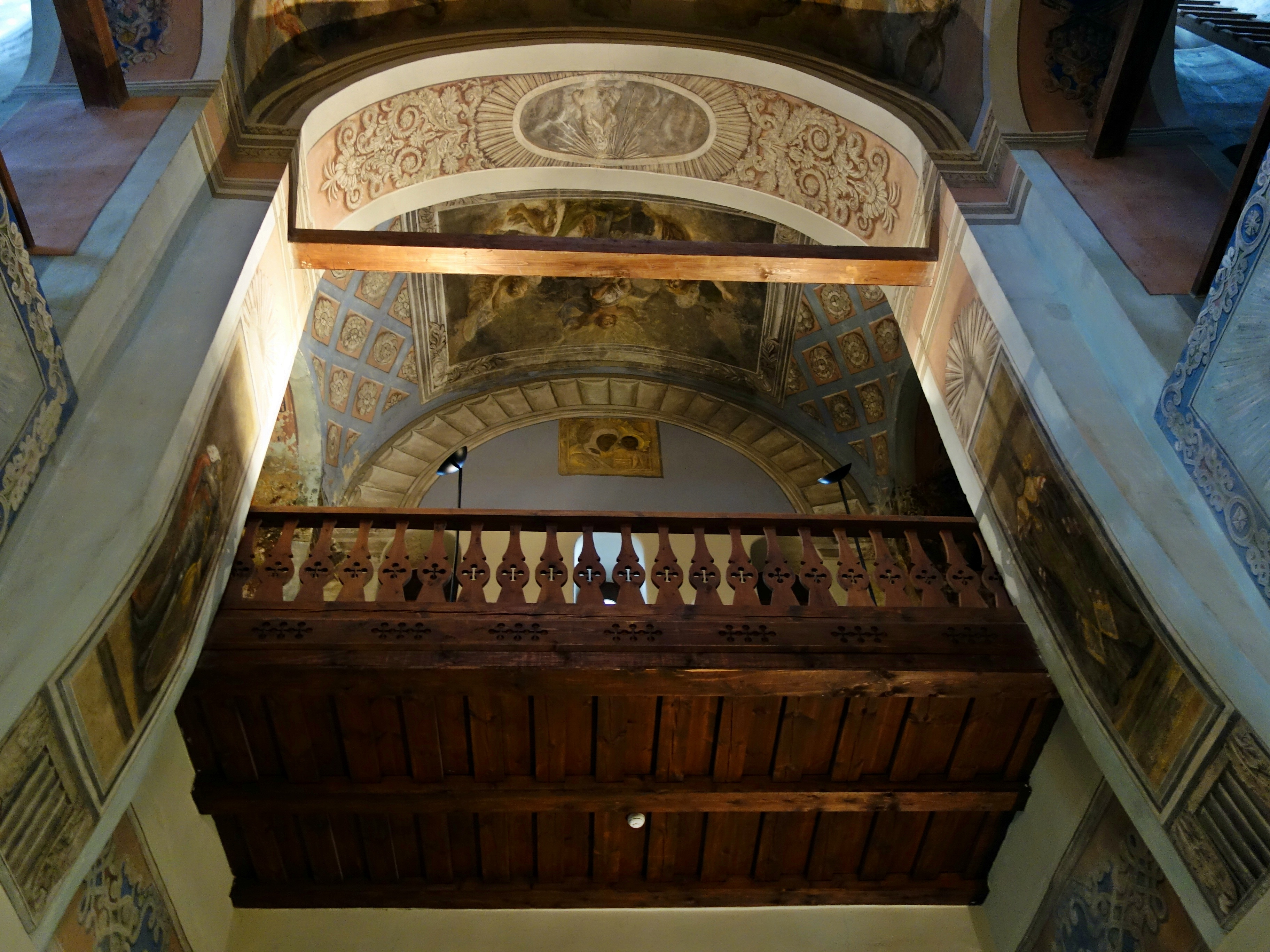
Николо-Дворищенский собор в Великом Новгороде. XII век. Хоры в западной части храма.

Хо́ры (греч. χορός — хор) или (устар.) пола́ти — то же, что матроней и эмпоры: верхняя открытая галерея или балкон внутри церкви (обычно на уровне второго этажа), в парадном зале и т. п.
В западноевропейских храмах на эмпорах обычно размещаются музыканты, певчие, орган. В православных церквях хоры имеют гораздо более широкий набор функций, на них могут располагаться как клирос, так и приделы, подсобные помещения и т. п.
В храме находятся обычно с западной стороны (противоположной алтарю) или опоясывают неф с южной, западной и северной сторон.
По Н. И. Брунову, первоначально (в раннем средневековье) хоры предназначались для представителей княжеского рода и высших слоев общества, по Е. Е. Голубинскому — для женщин и оглашенных. По С. В. Заграевскому, полати в древнерусских храмах (как в Западной Европе и в Византии) не имели специального предназначения и были самодостаточным архитектурным феноменом.
Не следует путать с хором — пространством в восточной части раннехристианских и западноевропейских храмов, расположенным на уровне основного помещения.